# 탈해 이사금
탈해 이사금(脫解尼師今, 기원전 19년 혹은 기원전 5년?~80년 8월, 재위: 57년 11월~80년 8월)은 신라의 제4대 이사금으로, 성(姓)은 석(昔)이고, 휘는 탈해(脫解)이다.
서기 8년에 남해차차웅의 사위가 되며, 10년에 대보(大輔)로 등용되어 정사를 맡았고 57년 유리이사금의 유언에 따라 왕이 되었다. 토해(吐解)라고도 한다.

## 생애

### 출생설
《삼국사기》에 수록된 석탈해 설화에 따르면 본래는 다파나국(多婆那國)출신으로, 그 나라 왕이 여국(女國) 왕녀를 아내로 맞이했는데 임신 7년 만에 큰 알을 낳았다. 왕은 사람이 알을 낳는 일은 상서롭지 못한 일이니 알을 버릴 것을 명했고, 왕비는 비단으로 알과 보물을 싸 궤 속에 넣어 바다에 떠내보냈다. 가락국의 바닷가에 닿았으나 가야인들은 이를 괴이하게 여겨 건지지 않았고, 진한의 아진포(阿珍浦) 어구에 이르니 이 때가 박혁거세 거서간의 즉위 39년, 곧 기원전 19년이라 하는데, 삼국사기의 이 기록은 탈해가 왕위에 오른 57년에 그가 62세, 기원전 5년이었다는 같은 책의 기록과 모순된다. 또한, 가야의 역사를 다룬 《삼국유사》〈가락국기〉에는 용성국(龍城國) 출신인 탈해가 가야에 먼저 도래하여 김수로왕과 왕위를 놓고 다투다 패배하였다는 기록이 전한다. 왜국의 동북쪽으로 1천리 먼곳에서 왔다고 하며 북방 신화가 강하게 보이는 것을 보아 현재 함경도, 연해주 또는 우산국(울릉도)출신이라는 추측 설과 캄차카 반도 또는 인도에서 왔다는 추측 설 그리고 자신을 신성시하기 위해 동해 북쪽 멀리에서 왔다고 하며 용궁 전설을 사용했다는 설이 있다. 일본 역사에 기록된 도이의 입구에서 보이듯이 고려인과 여진족 해적이 일본 큐슈 지방을 침략한 일이 있었기 때문에 고구려가 오랫동안 점령하고 있던 연해주와 중국 동북 지방의 부족들이 배를 타고 한반도 남부에 나타났다고 보기도 한다.
석탈해의 출신지인 다파나국과 삼국유사에 기록된 용성국은 정확히 어디인지 알려져 있지 않다. 다만 학자들은 석탈해가 동해를 거쳐 토함산으로 오면서 철기라는 새로운 문명을 들고 왔다는 점에는 동의하고 있다. 한편, 인도 타밀인으로서 촐라국 출신이라는 주장도 있는데 다파나는 산스크리트어와 고대 타밀어로 태양을 뜻하는 타파나(Tapana)로 보고 허황옥 신화처럼 중앙아시아의 유목민족이 인도 불교를 실크로드를 통해 동아시아의 한반도에 전파한 것을 신화로 나타냈다는 설이 있다.
한편 석탈해가 백제로부터 바다를 건너와 신라의 초대왕이 되었다는 견해가 있다. 수서(隋書), 북사(北史), 한원(翰苑), 양서(梁書) 등 중국 사서에 의하면 백제인이 바다로부터 신라로 도망쳐 왕이 되었고 진한왕이 마한인을 왕으로 삼아왔다고 기록되어 있다. 그런데 가락국기, 삼국유사에 의하면 석탈해가 바다를 통해 아진포에 상륙하여 월성의 지배자 박공(瓠公)에게서 월성을 빼앗아 지배자가 되었다고 한다. 이를 종합해보면 신라의 왕조는 백제로부터 건너온 인물에 의해서 시작되었고 그 인물을 석탈해로 추정하는 견해이다. 또한 이러한 도입설화(逃入說話)는 고구려, 백제, 신라 3국 공통의 동일 형태이며, 부여→고구려→백제→신라로 이어지는 도입의 역사라는 것이다.

### 치세
24년, 남해 차차웅이 죽자 유리가 마땅히 왕위에 올라야 했는데, 대보(大輔)인 탈해가 본래 덕망이 있었던 까닭에 왕위를 미루어 사양하였다. 57년, 유리 이사금의 유언에 따라 왕이 되었다. 즉위 이듬해인 58년 봄 정월에 호공을 대보(大輔)로 삼았고 음력 2월에 몸소 시조묘에 제사지냈다. 탈해 이사금은 즉위 초에 외교에 힘을 기울여 59년 왜와 수교하였으며, 61년 마한의 장수 맹소(孟召)가 복암성(覆巖城)을 바치고 항복했다.
그러나 탈해 이사금 대에 신라와 백제는 계속 전시 상태였는데, 63년 음력 10월 백제의 다루왕이 낭자곡성(娘子谷城)까지 땅을 개척하고 만날 것을 제안했으나 거부했다. 64년 음력 8월에는 백제가 와산성(蛙山城)을, 음력 10월에 구양성(狗壤城)을 공격했으나 기병 2천명을 내어 쫓았다. 65년 시림(始林)에서 김알지(金閼智)를 얻고 시림을 계림으로 개칭한 뒤 계림을 국호로 삼았다.
66년, 백제는 다시 와산성을 빼앗고 수비병 2백을 주둔시켰으나 신라는 곧 다시 빼앗았다. 67년 봄 정월에 박씨의 귀척(貴戚)으로써 나라 안의 주·군(州郡)을 나누어 다스리게 했는데, 이름을 주주(州主)·군주(郡主)라 하였다. 음력 2월에 순정(順貞)을 이벌찬으로 삼아 정치의 일을 맡겼다. 70년에 다시금 백제의 침공이 있었으나 자세한 것은 전하지 않는다. 73년에는 왜인이 목출도(木出島)를 침범해 각간(角干) 우오(羽烏)를 보내 막았으나 이기지 못하고 우오는 전사하였다. 74년에는 백제군이 변방을 노략, 탈해가 병사를 보내 격퇴했다. 75년 크게 가물어 백성이 굶주렸으므로 창고를 열어 곡식을 나누어 주어서 진휼하였다. 음력 10월 백제가 와산성을 다시 공격, 함락되었으나 이듬해 음력 9월 회복하고 백제인 2백 명을 모두 죽였다.
이와 같이 탈해 이사금 치세 때, 신라와 백제가 서로 2백 명 정도의 적은 군사로 연혁(沿革)도 전하지 않는 와산(蛙山) 봉산(烽山) 등지를 거의 해마다 빼앗고 빼앗기곤 하였다는 것이 삼국사기의 기록이나, 신라는 당초 경주 한 귀퉁이의 조그만 나라이고, 백제는 온조왕(溫祚王) 당년에 벌써 마한(馬韓) 50여 나라를 차지하였으니 신라와 똑같이 해마다 2백 명정도의 군사를 내었다는 것에 의문이 있다. 또한, 두 나라가 간혹 화호(和好)한 일이 있으나 삼국사기에는 늘 백제가 먼저 신라에 향하여 화의를 빌었다고 하였는데, 백제가 신라보다 몇 갑절 되는 큰 나라로서 늘 먼저 굴복하였다는 것도 의문이다. 백제와 신라 사이에 가라(加羅) 6나라와 사벌(沙伐)·감문(甘文) 등 완충국(緩衝國)이 있었는데 백제가 가라 등의 나라들과는 한 번의 충돌도 기록이 없고 도리어 신라를 침범했다는 것도 의문이다. 대개 신라가 백제를 원망함이 심하였으므로 신라는 백제가 망한 뒤에 그와 관계된 사적을 많이 고치거나 혹은 위조하였다. 중국의 《삼국지》(三國志)·《남사》(南史)·《북사》(北史) 등에 보인 기록을 보면 신라가 처음에 백제의 결제를 받았다 하였으니 이것이 도리어 믿을 만한 기록일 것이라는 것이 신채호의 주장이다.
77년 음력 8월에 아찬 길문(吉門)이 황산진(黃山津) 어구에서 가야군과 싸워 1천 기를 베었다고 하나, 공격전이었는지 방어전이었는지는 알 수 없다.
79년에는 장군 거도를 파견하여 현재의 울산 울주구, 부산 동래구에 해당하는 우시산국(于尸山國)과 거칠산국(居柒山國)을 병합하였다.
80년 가을 음력 8월에 죽어 성 북쪽의 양정구(壤井丘)에 장사지냈다. 후에 뼈를 새로 수습했는데 머리의 둘레는 3척 2촌이고 몸 뼈의 길이는 9척 7촌이었다. 이 뼈들을 부수어서 소상으로 만든 뒤 동악에 안치한 후 그곳에 모셨다고 한다.

## 사후
그를 모시는 숭신전(崇信殿)이 세워졌으며 1980년 경주시 남쪽 탈해왕릉 앞으로 옮겨졌다. 사후 9대 왕 벌휴 이사금이 즉위하였으나 연대차이가 심하여 그의 손자 여부는 불확실하다.

## 탄생 신화
탈해 이사금은 신라 제4대 왕으로 시림(始林)을 계림(鷄林)이라 개칭하여 국호로 정하고 주주(州主), 군주(郡主) 등의 관직을 새로 만들었다. 황산진에서 가야와 싸워 크게 이겼다. 원래의 칭호는 탈해이사금(脫解尼師今)이다. 성은 석(昔)이다. 용성국(龍城國)의 왕과 적녀국(積女國)의 왕녀 사이에 태어난 알이 궤짝에 담겨 표류하다가 BC 19년(박혁거세 39) 아진포(阿珍浦, 현재 영일(迎日) 지역)에서 고기잡이 할머니 아진의선이 발견, 기른 것이 후에 탈해왕이 되었다는 설화가 전한다.
8년(남해왕 5) 왕의 사위가 되고 10년 대보(大輔)에 올라 군국정사(軍國政事)를 맡아 보았다. 57년 유리왕이 죽자 선왕(先王) 남해왕의 유언에 따라 왕위에 올랐다. 즉위 후 백제를 자주 공격했으며, 일본과는 화친했다. 65년 시림(始林)에서 김알지(金閼智)를 얻어 시림을 계림(鷄林)이라 개칭하여 국호로 정하고 주(州)에 주주(州主), 군(郡)에 군주(郡主) 등의 관직을 새로 만들었다. 77년 황산진(黃山津)에서 가야(伽耶)와 싸워 크게 이겼다. 능은 양정(壤井, 경주 북쪽)에 있다.

## 가계
- 아버지 : 함달파왕(含達婆王)
- 어머니 : 직녀국 공주(本質國 公主)
  - 왕비 : 아효부인 박씨(阿孝夫人 朴氏), 남해 차차웅(南解 次次雄)의 딸
    - 장남 : 석구광(昔仇光)
    - 며느리 : 금관가야 수로왕(首露王)의 딸
      - 손녀 : 마정부인(摩貞夫人)
      - 손서 : 김알지(金閼智)

    - 차남 : 석구추(昔仇鄒)
    - 며느리 : 지진내례부인 김씨(只珍內禮夫人 金氏)
      - 손자 : 벌휴 이사금(伐休泥師今)

    - 삼남 : 석구노(昔仇老)
    - 양자 : 김알지(金閼智)

## 탈해 이사금 등장하는 작품
- 《김수로》(MBC, 2010년, 배우:이필모, 신동기)

## 같이 보기
- 고구려
  - 태조대왕 (53년 - 146년)
- 백제
  - 다루왕 (28년 - 77년)
  - 기루왕 (77년 - 128년)
- 가야
  - 김수로왕 (42년? - 199년)
- 이나히노미코토

### 내용주
1. ↑  고구려 주몽도 부여에서 도망쳐 들어와 고구려의 시조왕이 되었고, 백제도 온조가 고구려에서 도망쳐 들어와서 백제 시조왕이 되었다.

### 참조주
1. ↑  태조 성한왕과 탈해 이사금이 동일인이라 보는 학설이 있다.
2. ↑  《삼국사기》<신라본기 제1권 탈해 이사금 條>
3. ↑  단군 이후 첫 男산신 ‘석탈해’ 왕으로서도 최초로 동악神 좌정 조선일보 월간산 2016년 6월 28일
4. ↑  다파나는 산스크리트어와 고대 타밀어로 태양을 뜻하는 타파나(Tapana) 또는 타파난(Tapanan)과 일치해 ‘다파나국’, 즉 ‘태양국(太陽國)’으로 당시 촐라국의 별명이다.
5. ↑  (《뉴스메이커》(2006.8.11.)) -판디아
6. ↑  《뉴스메이커》(2006.8.11.)
7. ↑  문경현, 《신라 건국과 斯盧 6村》, 신라사학회, 2011.
8. ↑  《隋書》 권81, 열전46, 동이 신라 : 그 왕은 본시 백제인이 바다로부터 신라로 도망쳐 왕이 되었다. 왕위를 세습하여 김진평에 이르렀다.

《北史》 권94, 열전82, 신라 : 그 왕이 본시 백제인이 바다로부터 신라로 들어와서 드디어 그 나라의 왕이 되었다. 처음에 백제에 부용했으며 백제가 고려를 정벌하자 전역을 견디지 못하여 서로 거느리고 신라에 귀부하여 드디어 강성하게 되었다.그래서 백제를 습격하고 가락국(대가야)에 부용하게 되었다. 왕위를 세습하여 30세에 진평왕에 이르게 되었다.

《翰苑》 만이부 신라 : 括地志에 이르기를 신라왕의 성은 김씨이다. ... 김성이 서로 세습하여 30여대가 되었다. 그 선조는 백제에 부용했다.

《梁書》 신라전 : 진한왕은 항상 마한인을 초빙하여 왕으로 삼았다. 그래서 서로 계승해 왔다. 진한은 스스로 왕을 세우지 못했다. 유이민이기 때문이란 것이 명백하다. 항상 마한의 통제를 받았다.
9. ↑  이 일은 삼국사기 거도 열전에 나오는 내용이다. 정확한 연대는 동사강목과 동국통감에 의거한다.
10. ↑  약 74cm로 추산. 당시 척을 23cm 정도로 본다. 삼국유사 수로왕 설화에서는 1척(23cm)으로 나온다.
11. ↑  약 223cm로 추산. 당시 척을 23cm 정도로 본다. 삼국사기에서는 9척(207cm)으로 삼국유사 수로왕 설화에서는 3척(69cm)으로 나온다.
12. ↑  '벌휴이사금' - 네이트 백과사전[깨진 링크(과거 내용 찾기)]

## 참고 문헌
- 김부식 (1145), 《삼국사기》 〈권1〉 남해 차차웅 조(條), 유리 이사금 조, 탈해 이사금 조(條)
- 신채호 (1931). 〈제8편 남방 여러 나라의 對 고구려 공수동맹〉. 《조선상고사》.